# Encours
Pour les articles homonymes, voir Solde.
 (février 2023).
Si vous disposez d'ouvrages ou d'articles de référence ou si vous connaissez des sites web de qualité traitant du thème abordé ici, merci de compléter l'article en donnant les références utiles à sa vérifiabilité et en les liant à la section « Notes et références ».
Un encours, ou en-cours, est le solde comptable d'un compte d'épargne, de prêt, de stock, etc., après comptabilisation des entrées (ou versements, en langage monétaire) et sorties (ou retraits). 
L'encours diffère donc des flux, lesquels contribuent à le former. 
Il apparaît dans le bilan des entreprises, et plus prosaïquement sur les extraits des comptes bancaires de tout un chacun.